# Lonesome Tears in My Eyes
"Lonesome Tears in My Eyes" is een nummer van de Amerikaanse zanger Johnny Burnette. Het nummer verscheen in december 1956 op zijn debuutalbum Johnny Burnette and the Rock 'n Roll Trio.

## Achtergrond
"Lonesome Tears in My Eyes" is geschreven door groepsleden Johnny Burnette, Dorsey Burnette en Paul Burlison met medewerking van Al Mortimer en is geproduceerd door Owen Bradley. Het nummer is tussen mei en juli 1956 opgenomen door Johnny Burnette en zijn band The Rock and Roll Trio. Het werd enkel in het Verenigd Koninkrijk uitgebracht als single, alhoewel dit geen officiële single was, door het platenlabel Mabel's Record Co. Op de B-kant stond het nummer "Your Baby Blue Eyes", eveneens afkomstig van het debuutalbum van Burnette. Op het nummer zijn de volgende muzikanten te horen:
- Tony Austin - drums
- Paul Burlison - elektrische gitaar
- Dorsey Burnette - contrabas
- Johnny Burnette - zang, slaggitaar
- Eddie Gray - drums
- Grady Martin - gitaar

## Covers
"Lonesome Tears in My Eyes" is door een aantal artiesten gecoverd. De bekendste versie is afkomstig van The Beatles, die het op 10 juli 1963 opnamen voor het BBC-radioprogramma Pop Go The Beatles, dat op 23 juli werd uitgezonden. John Lennon introduceerde het nummer als iets dat is "opgenomen in 1822". In 1994 verscheen deze versie op het album Live at the BBC. Ook had het nummer invloed op de latere Beatles-single "The Ballad of John and Yoko"; de laatste gitaarriff in dit nummer is geïnspireerd door de introducerende gitaarriff in "Lonesome Tears in My Eyes".
Naast The Beatles is "Lonesome Tears in My Eyes" eveneens opgenomen door The Crank Tones, Los Fabulocos, The Four Charms, Frantic Flintstone, The Go Getters, Roy Kay Trio, Sonny Rogers, The Royal Crown Revue, Tennessee Trio, Los Primitivos en The Hot Shakers.